# Страхова статистика
Страхова статистика — галузь статистики, об'єктом якої є діяльність страховиків і їх взаємовідносини зі страхувальниками.
Термін також може означати:
- спеціальна таблиця показників провадження певного виду страхування або всього портфеля ризиків за конкретним полісом протягом обумовленого періоду часу;
- збір і систематизація даних з майнового та особистого страхування з метою нагромадження матеріалу, необхідного для прийняття своєчасних і обґрунтованих управлінських рішень.

## Сутність
У практиці актуарних розрахунків широко використовується страхова статистика. Вона являє собою систематизоване вивчення й узагальнення наймасовіших і найтиповіших страхових операцій на основі вироблених статистичною наукою методів опрацювання узагальнених підсумкових натуральних і вартісних показників, що характеризують страхову справу. Всі показники, що підлягають статистичному вивченню, поділяються на дві групи:
- перша відбиває процес формування страхового фонду;
- друга відображає результати використання страхового фонду.

Статистика за допомогою масового спостереження, що здійснювалося за фактами й обставинами настання тих або інших страхових випадків у минулому, одержує дані для встановлення статистичної імовірності ризику. Аналіз отриманого масиву інформації показує закономірність настання страхового випадку і служить меті наукового передбачення майбутнього розміру шкоди. Чим більше кількість об'єктів спостереження, тим більш достовірну основу для оцінювання майбутнього розвитку подій подає встановлена імовірність, тому що лише щодо страхової сукупності закон великих чисел може бути застосований найбільш коректно.

## Показники
Основними показниками страхової статистики є такі:
- число об'єктів страхування;
- число страхових випадків;
- число об'єктів, що постраждали внаслідок настання страхового випадку;
- сума всіх зібраних страхових нетто-премій;
- сума усіх виплачених страхових відшкодувань;
- загальна страхова сума для всіх об'єктів страхування;
- страхова сума, що припадає на всі постраждалі об'єкти страхової сукупності;
- страхова сума, що припадає на один постраждалий об'єкт страхової сукупності.

У процесі статистичного аналізу розраховують такі показники:
1. частоту страхових випадків;
2. коефіцієнт кумуляції ризику;
3. коефіцієнт збитковості;
4. середню страхову суму на один об'єкт страхування;
5. середню суму виплат на один постраждалий об'єкт;
6. тяжкість ризику;
7. збитковість страхової суми;
8. норму збитковості;
9. частоту шкоди;
10. тяжкість шкоди.

## Розрахунок
Частота страхових випадків характеризується кількістю страхових випадків у розрахунку на один об'єкт страхування:

Yс = L/n, (4.7)

де Yс — частота страхових випадків;

L — число страхових випадків;

n — число об'єктів страхування.

Значення показника частоти страхових випадків Yс<1 означає, що один страховий випадок спричинив собою декілька страхових збитків. Це зумовлює термінологічне розходження між поняттями «страховий випадок» і «страхова подія». Під останньою можна розуміти наявність сукупності об'єктів страхування, що одночасно постраждали в результаті впливу одного і того ж страхового ризику. Наприклад, страховою подією може бути град, що охопив велику площу і спричинив виникнення багатьох страхових випадків із конкретними об'єктами страхування.

### Коефіцієнт кумуляції
Коефіцієнт кумуляції (скупчення) ризику Кк, або спустошливість страхової події являє собою відношення числа постраждалих об'єктів до числа страхових випадків L:

Kк = m/L, (4.8)

де Kк — коефіцієнт кумуляції ризику;

m — число постраждалих об'єктів від страхової події.

Кумуляція являє собою скупчення застрахованих об'єктів на обмеженому просторі, наприклад, на одному складі, судні тощо. Коефіцієнт кумуляції показує середнє число об'єктів, що може постраждати від однієї страхової події. Мінімальне значення коефіцієнта кумуляції ризику дорівнює одиниці. Якщо Кк > 1, то це означає, що із зростанням спустошливості зростає число страхових випадків на одну страхову подію. Страховики з цієї причини намагаються уникати майнового страхування ризиків із великим коефіцієнтом кумуляції.

### Коефіцієнт збитковості
Коефіцієнт збитковості, або коефіцієнт шкоди, є відношенням суми виплаченого страхового відшкодування до страхової суми об'єкту страхування, що постраждав внаслідок нещасного випадку:

Kзі=SB\Sm

де Kзі — коефіцієнт збитковості для окремого і-го об'єкту страхової сукупності;

SB — сума виплаченого відшкодування по і-му об'єкту страхової сукупності, що постраждав;

Sm — середня страхова сума, що припадає на і-й постраждалий об'єкт страхової сукупності.

Коефіцієнт збитковості може бути менше або дорівнювати одиниці. Він не може бути більше одиниці, тобто це означало б, що або порушено принцип відшкодування, або застрахований об'єкт був застрахований більше одного разу (подвійне страхування), або був знищений більше одного разу.

### Середня страхова сума на один об'єкт страхування
Середня страхова сума на один об'єкт (договір) страхування являє собою відношення загальної страхової суми для всіх об'єктів страхування до числа всіх об'єктів страхування:

Sn=CymS\n

де Sn– середня страхова сума на один об'єкт страхування;

CymS — страхова сума для всіх об'єктів страхування;

n — кількість об'єктів страхування.

Через те, що об'єкти майнового страхування можуть мати різні страхові суми, в актуарних розрахунках застосовуються різноманітні методи підрахунку середніх величин.

Середня страхова сума на один постраждалий об'єкт являє собою відношення страхової суми всіх постраждалих об'єктів до числа цих об'єктів:

Sm = Sym0\m

де Sm — середня страхова сума на один постраждалий об'єкт;

Sym0 — страхова сума, що припадає на всі постраждалі об'єкти страхової сукупності;

m — кількість об'єктів, постраждалих від страхового випадку.

Тяжкість ризику Zр являє собою відношення середньої страхової суми на один постраждалий об'єкт до середньої страхової суми на один об'єкт страхування:

Zр=Sm\Sn

### Показник тяжкості ризику
Показник тяжкості ризику використовується тоді, коли оцінюють частоту страхового випадку.
Збитковість страхової суми, або ймовірність шкоди, являє собою відношення виплаченого страхового відшкодування до страхової суми всіх об'єктів страхування:

Y=Sb\S0

де Y — збитковість страхової суми;

Sb — сума усіх виплачених страхових відшкодувань;

S0 — страхова сума для всіх об'єктів страхування.

Показник збитковості страхової суми завжди менше одиниці. Інше неможливо, тому що це означало б недострахування. Збитковість страхової суми можна також розглядати, як міру величини ризикової премії.

Нетто-норма збитковості, або коефіцієнт нетто-виплат, являє собою процентне відношення суми виплачених страхових відшкодувань до суми зібраних страхових нетто-премій за визначений термін часу:

Nз=Sb\Pn

де Nз н — нетто-норма збитковості, %;

Sb — сума усіх виплачених страхових відшкодувань протягом встановленого терміну;

Pn — сума усіх зібраних страхових нетто-премій протягом цього ж терміну.

Для практичної мети обчислюють як нетто-норму збитковості, так і брутто-норму збитковості. В останньому випадку у знаменнику формули використовується показник, що дорівнює сумі зібраних брутто-премій. Норма збитковості може бути менше, дорівнювати або бути понад 100 %.

### Частота шкоди обчислюється
Частота шкоди обчислюється через множення частоти страхових подій на коефіцієнт кумуляції:

Чз=Чс *Кк =m\n*100 %

де Чз — частота збитку, %;

m — число постраждалих об'єктів від страхового випадку певного виду;

n — число об'єктів страхування.

Цей показник виражає частоту настання певного виду страхового випадку. Частота шкоди виражається звичайно у відсотках або в промілле до числа об'єктів страхування.

Частота шкоди завжди менше 100 %, тому що частота шкоди, яка дорівнює 100 % означає, що настання цієї події не ймовірне, а є обов'язковим для всіх об'єктів.

Тяжкість шкоди Zш, або розмір шкоди, являє собою добуток коефіцієнтів збитковості і тяжкості ризику:

Zш=Кз *Зр =Sb\Sn

Таким чином, тяжкість шкоди показує середню арифметичну величину шкоди, заподіяної постраждалим об'єктам страхування, стосовно середньої страхової суми всіх об'єктів. Тяжкість шкоди вказує на те, яка частина страхової суми знищена; із зростанням страхової суми тяжкість шкоди знижується.

За допомогою страхової статистики вивчаються частота шкоди і збитковість за кожною групою. Статистичними методами враховуються причини збитку та їхній розподіл у часі й просторі.

Здебільшого розмір тяжкості шкоди залежить від розмірів, обсягу, величини об'єкта страхування. Так, дослідження збитковості при страхуванні засобів морського транспорту встановило, що величина повної і часткової шкоди певним чином залежить від тоннажу судна. Тому платежі зі страхування морських суден беруться з урахуванням не лише вартості суден, але і їхнього тоннажу. Величина і характеристика застрахованого при цьому вантажу або іншого майна, що перебуває на судні, також впливають на розмір тяжкості шкоди (наприклад, під час перевезення нафти, ядохімікатів, зерна і ін.).